# Rosor från himlen
Rosor från himlen är ett album från 2001 av Claes Lövgrens.

## Låtlista
1. Rosor från himlen (Thore Skogman)
2. Flickan som gav mig spelmansro (Tor Wang-Sv.text:Keith Almgren)
3. I en klosterträdgård (Thore Skogman-Keith Almgren)
4. Vill du gifta dig med mig (Sven Egil Björge/Arnstein Tungvåg-Sv.text:Keith Almgren)
5. Nyckeln till mitt hjärta (Yngvar Gregersen-Sv.text:Keith Almgren)
6. Leva livet (Claes Lövgren)
7. Jag för evigt är din (Tommy Eriksson/Claes-Göran Bjärding)
8. Du är det bästa som hänt mig (Paw Kristiansen/Linda Torgesen-Sv.text:Keith Almgren)
9. Something Stupid (Carson C. Parks)
10. Mot okänt mål (Hans Rytterström-Keith Almgren)
11. En dag på stranden (Paw Kristensen/Linda Torgesen-Sv.text:Keith Almgren)
12. Om kärleken ger oss en ny chans (Jonas Lindau-Erik Jönsson)
13. Jag trodde änglarna fanns (William Kristoffersen)
14. I mitt hjärta brinner lågan (William Kristoffersen)